# Å (gmina Moskenes)
Å (wym. o:) – wieś w Norwegii (na Lofotach), w gminie Moskenes. Å jest małą wioską rybacką, utrzymującą się z rybołówstwa i sztokfiszu. W ostatnich latach miejscowość odwiedzana jest przez coraz większą liczbę turystów. W mieście znajdują się dwa muzea dotyczące historii rybołówstwa.
Czasem dla odróżnienia od szeregu innych miejsc w Norwegii o nazwie Å, miejscowość ta jest nazywana Å i Lofoten (norw. Å na Lofotach). Nazwa Å oznacza strumyk, rzeczkę lub potok. Kod pocztowy dla Å to 8392. W Å rozpoczyna się trasa europejska E10.
W miejscowości znajduje się muzeum sztokfisza oferujące zwiedzanie z przewodnikiem w języku norweskim, angielskim, francuskim, włoskim i niemieckim.

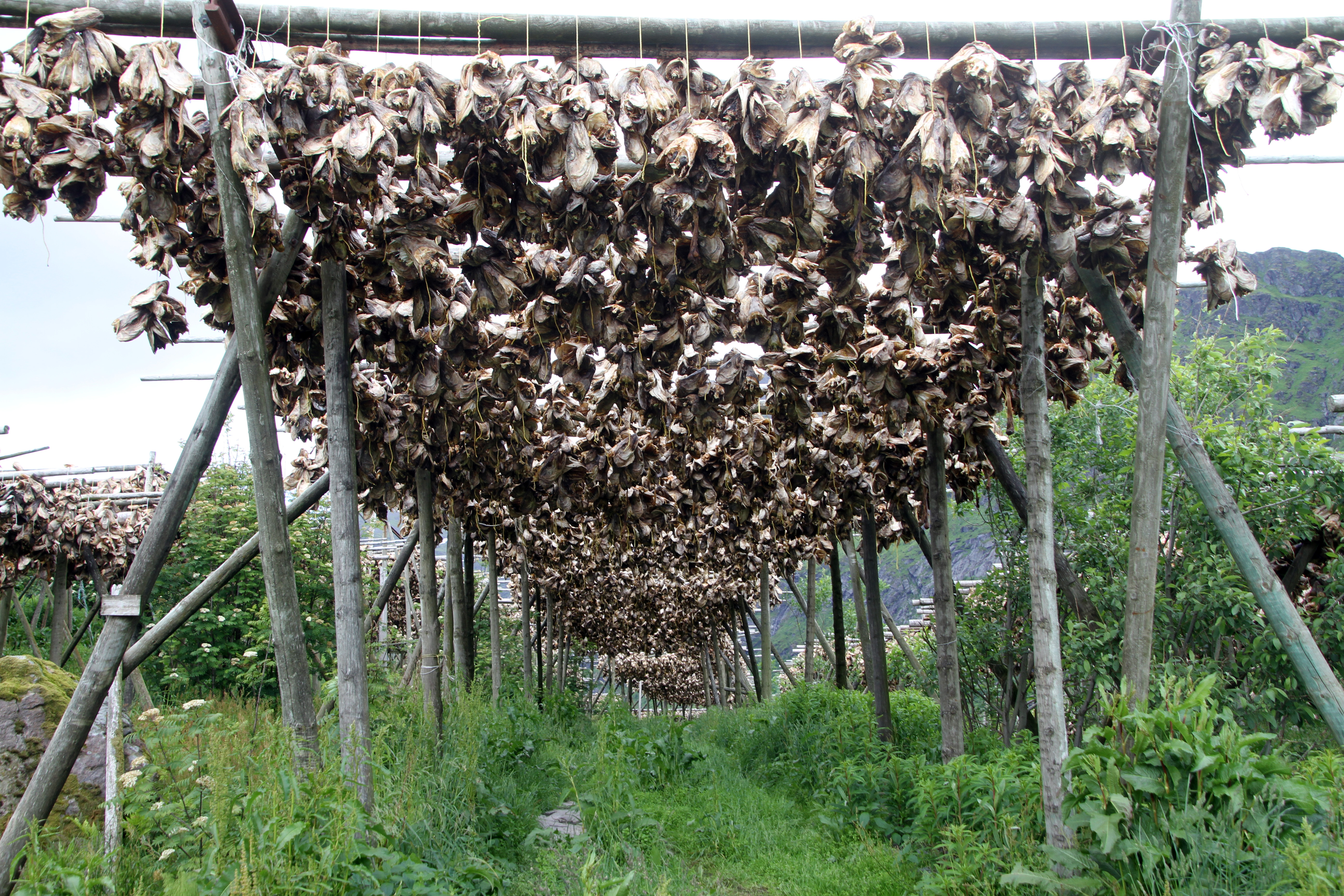
Sztokfisz
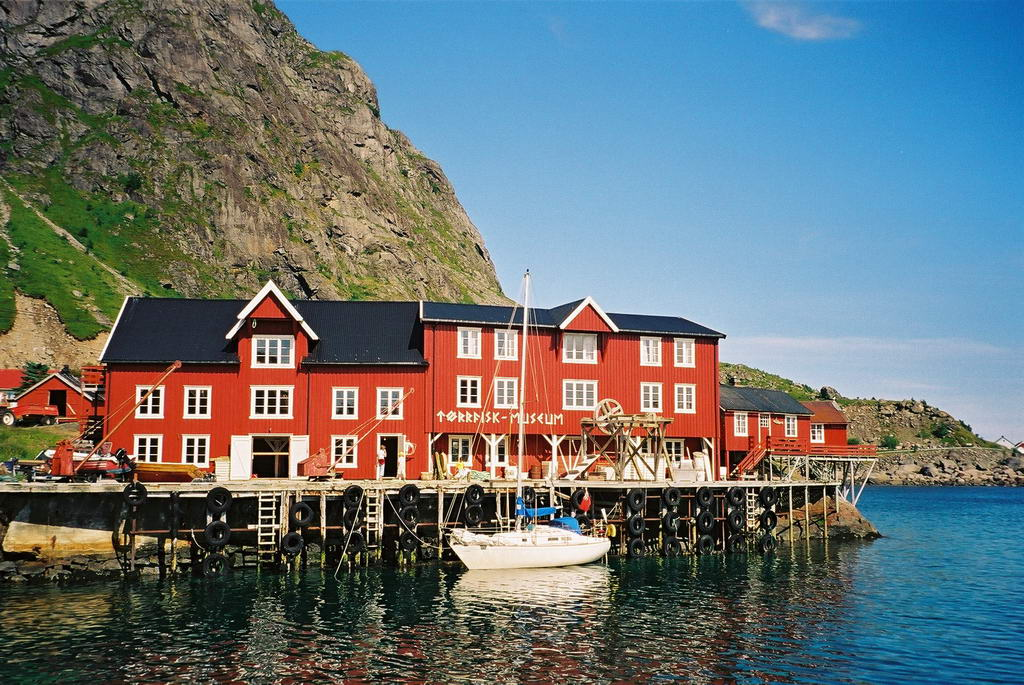
Muzeum sztokfisza
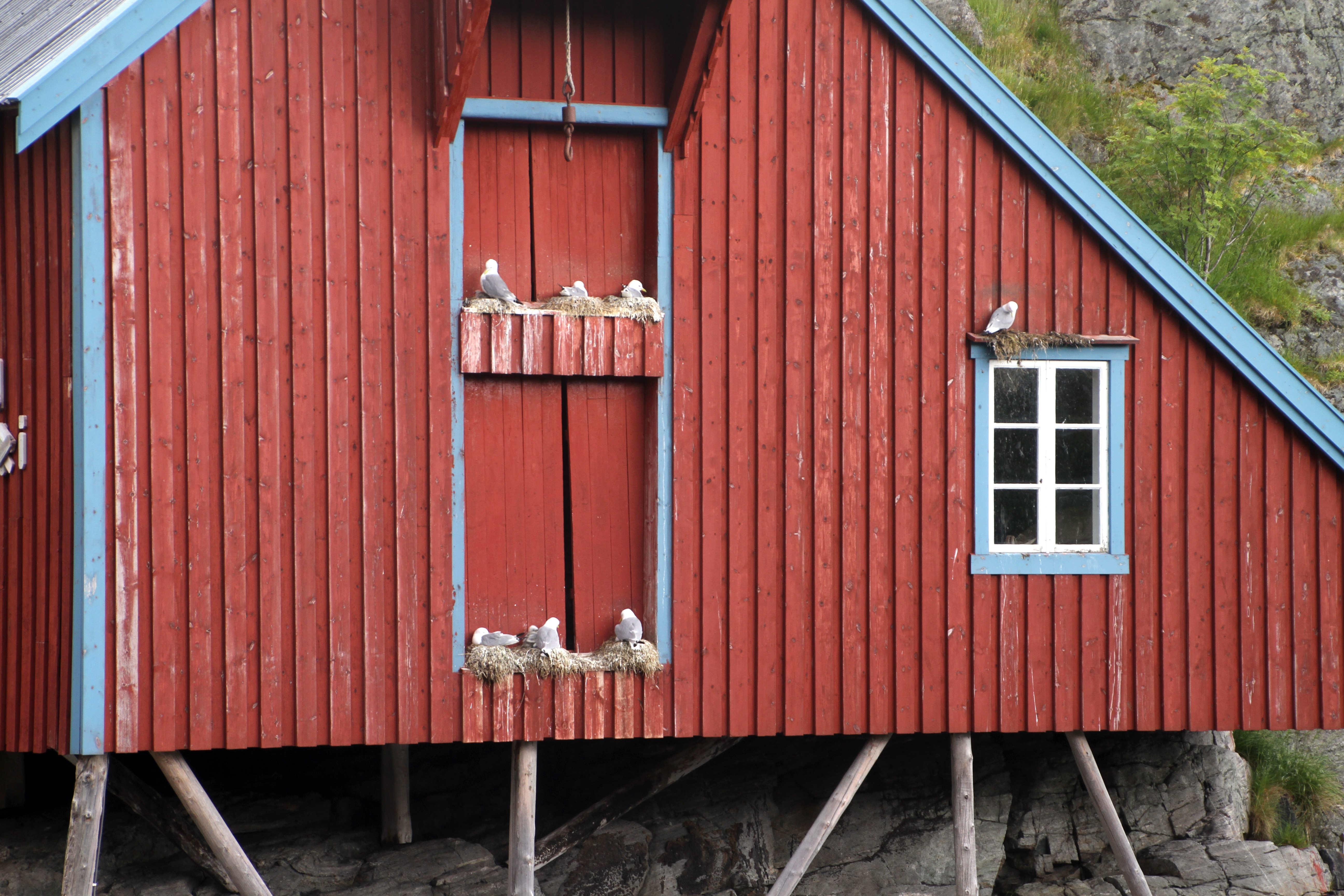
Muzeum rybołówstwa